# Boulevard Robert-Bourassa (Québec)
Pour les articles homonymes, voir Boulevard Robert-Bourassa.
Le boulevard Robert-Bourassa est une voie de la ville de Québec.

## Situation et accès
Ce boulevard situé dans le quartier Neufchâtel-Est–Lebourgneuf, est la continuité de l'autoroute Robert-Bourassa vers le nord.